# Pustiměř
Pustiměř (deutsch Pustimir, früher Pustomirz) ist eine Gemeinde in Tschechien. Sie liegt sechs Kilometer nördlich von Vyškov und gehört zum Okres Vyškov.

## Geographie
Pustiměř befindet sich am östlichen Fuße des Drahaner Berglandes am Rande der Hanna. Südlich liegt die Talmulde des Baches Pustiměřský potok und im Osten die des Melický potok. Im Norden erhebt sich der Hügel Nad Bochtálem. Östlich führt die  Schnellstraße R 46 vorbei, die nächste Abfahrt ist Drysice. Zwei Kilometer südlich liegt der Flugplatz Vyškov.
Nachbarorte sind Podivice und Ondratice im Norden, Drysice im Nordosten, Chvalkovice na Hané im Osten, Ivanovice na Hané und Hoštice-Heroltice im Südosten, Pustiměřské Prusy im Süden, sídliště Víta Nejedlého im Südwesten, Radslavice und Radslavičky im Westen sowie Zelená Hora im Nordwesten.

## Geschichte

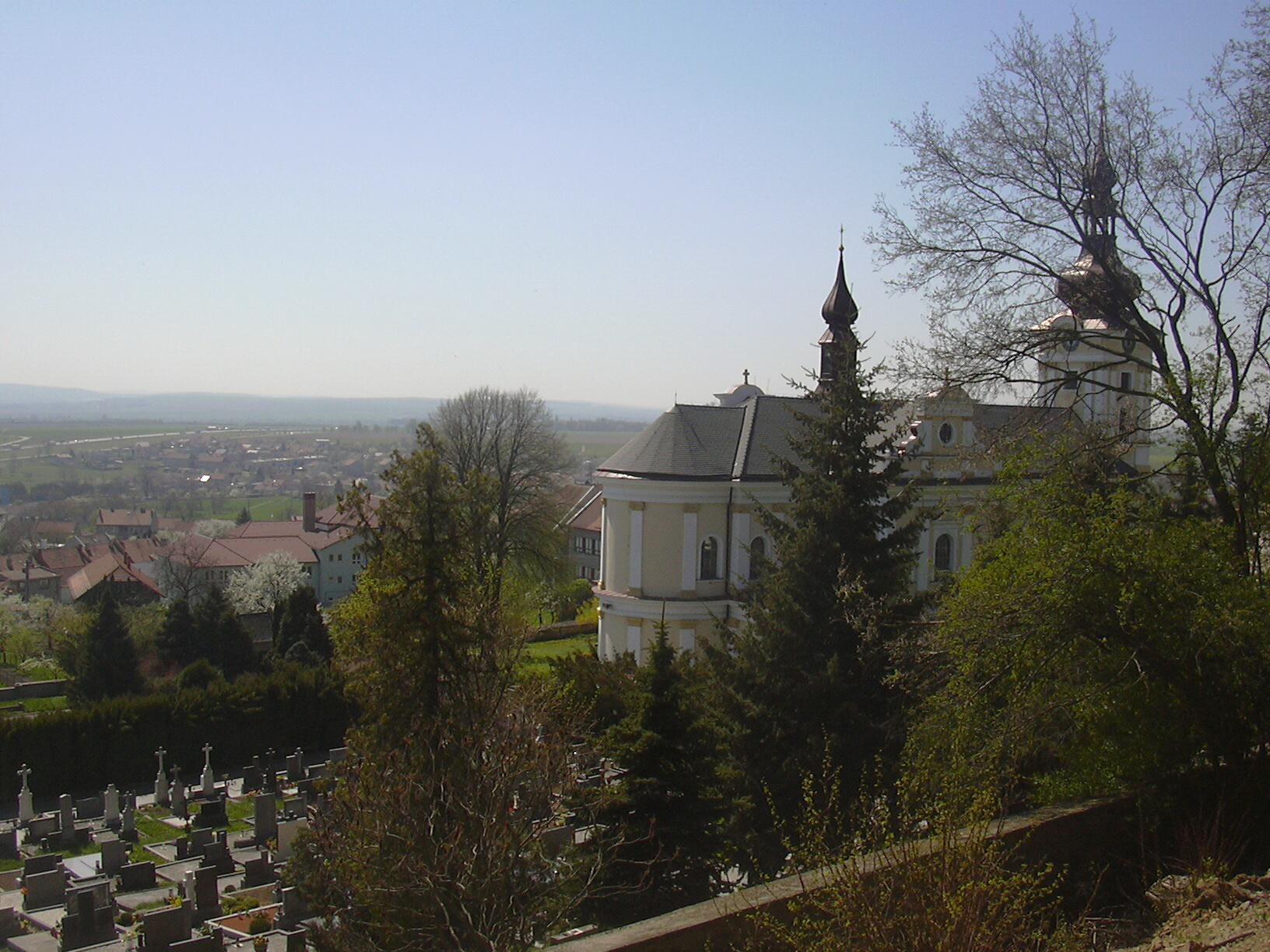
Kirche St. Benedikt

Archäologische Funde belegen eine Besiedlung des Gemeindegebietes seit der Jungsteinzeit. Um 2000 v. Chr. befand sich auf dem Sporn Hradisko u Zelené Hory eine bronzezeitliche Siedlung. Zwischen dem 5. und 7. Jahrhundert entstand während des Reiches des Samo auf dem Hradisko in unmittelbarer Nähe der Bernsteinstraße eine befestigte Burgstätte. Die Burgstätte bildete vermutlich das Zentrum eines stammesfürstlichen Gaus und war Ausgangspunkt der Besiedlung der umliegenden Gegend. Im Zuge der Kolonisation entstanden slawische Ansiedlungen, in denen Bauern und Hirten lebten. Während des Großmährischen Reiches wurde die Burgstätte zu einer bedeutsamen Burg ausgebaut. Zu dieser Zeit bestand in Pustiměř eine hölzerne Kirche, deren Reste in der Nähe des Marktes gefunden wurden.
Die erste schriftliche Erwähnung des Ortes erfolgte im Jahre 1026 in einer Schenkungsurkunde an den Olmützer Kastellan Zvěst, der für seine Verdienste beim Sieg über die Polen in Mähren mit den Gütern der Kirche St. Peter in der Olmützer Vorburg belohnt wurde. Weiterhin wurde der Ort 1034 im Zusammenhang mit einer Schenkung für Zvěsts Seelenheil an die St.-Peter-Kirche durch dessen Bruder Luty genannt. Diese Urkunden sind im Original verschollen, sie befanden sich in der abgerissenen Kirche St. Peter. Im 18. Jahrhundert fertigte Josef Vratislav von Monse davon Abschriften. In der auf 1046 datierten Gründungsurkunde des Altbunzlauer Kapitels wurde Pustimir als Besitz der Přemyslidenherzöge genannt. Jedoch handelt es sich bei dieser Urkunde um ein dreißig Jahre später erstelltes Falsifikat. Anhand von Holzfunden konnte die Entstehungszeit der Rotunde des hl. Pantaleon auf das Ende des 11. Jahrhunderts datiert werden. Es wird angenommen, dass die Rotunde von Vratislav II. als ein Zentrum der von ihm wieder eingeführten altslawischen Liturgie gegründet wurde, bevor Vratislav II. im Jahre 1085 gegenüber Papst Gregor VII., als Bedingung für seine Krönung zum ersten böhmischen König, die Abkehr von der slawischen Liturgie erklärte.
Im 12. oder 13. Jahrhundert gelangte der Gau Pustimir an das Bistum Olmütz, das deutsche Kolonisten ins Land holte. In der Besitzübertragungsurkunde Bischof Heinrich Zdiks aus dem Jahre 1131 über sämtliche der Kirche St. Peter gehörigen Güter an den neu erbauten Wenzelsdom wurde Pustimir nicht genannt. Jedoch werden darin die zum Pustimirer Gau gehörigen Güter Nemojany, Podivice und  Rostěnice sowie Besitzungen in Vyškov, Dražovice, Hlubočany, Želeč, Křižanovice sowie das wüste Dorf Melice bei Pustimir genannt. Aus dieser und einer weiteren Urkunde Zdiks aus dem Jahre 1141 ist ersichtlich, dass die beiden Märkte Vyškov und Pustimir die Zentren des Pustimirer Gaus bildeten. Bischof Robert von England überließ in einer zwischen 1210 und 1232 gefertigten Urkunde der Olmützer Propstei und dem Kapitel einen neu angelegten Weinberg bei Pustimir und der Kirche in Pustimir anderthalb Huben Land in Pustimir, eine Hube in Drysice sowie den bischöflichen Besitz in Želeč. Spätestens seit dieser Zeit gehörte Pustimir zu den Besitzungen des Olmützer Bistums. Im März 1243 hielt Bischof Konrad von Friedberg eine Diözesansynode in Pustimir ab. In der zweiten Hälfte des 13. Jahrhunderts wurde Pustimir als Städtchen bezeichnet und besaß Marktrechte sowie die niedere und peinliche Gerichtsbarkeit. Pustimir besaß weiterhin das Privileg des Unterrichts für 70 umliegende Dörfer. Zudem erhielt Pustimir das Mautrecht der Burg Melice übertragen. Zwischen 1247 und 1267 wurde Pustimir zusammen mit der Burg Melice und Deutsch Pruß an die Herrschaft Wischau angeschlossen, wobei deren Untertanen als städtische Untertanen galten. Die Herrschaft wurde fortan durch das Bistum erblich an Lehnsmannen verliehen. 1340 erfolgte südlich des Städtchens durch Bischof Jan Volek die Gründung des Klosters Pustiměř, das zugleich mit dem Schulrecht den Benediktinerinnen übertragen und Ad infantiam Salvatoris et beatae Mariae gewidmet wurde. 1344 erhielt Pustimir eine Wasserversorgung und Bischof Volek ließ ein Bad einrichten. Aus diesem Jahre stammt auch die älteste Überlieferung eines Stadtsiegels. Nachdem Unstimmigkeiten über die Besitzungen des Klosters entstanden waren, übertrug Bischof Volek 1348 die bischöflichen Güter, auf denen er das Kloster gegründet hatte, an den Orden. König Karl IV. übertrug 1351 das bis dahin dem Landesherrn zustehende Kirchpatronat in Pustimir an die Pfarrkirche. Bei dem in Schriften zwischen 1356 und 1358 genannten benachbarten Städtchen Šrámov handelt es sich um das Dorf Melice, dass zu dieser Zeit nach Johann Schramm als Šrámov bezeichnet wurde. Die Schramms (Šramové), die vermutlich aus der Grafschaft Schauenburg stammten und im Gefolge des Bischofs Bruno von Schaumburg nach Mähren gekommen waren, hatten ihre Begräbnisstätte in Kloster Pustimir. In der Klosterkirche wurde 1378 ein ständiger Vikar eingesetzt. Zu dieser Zeit wurde auch die Kirche des hl. Pantaleon dem Stadtheiligen Jakobus dem Älteren umgeweiht. Im Jahre 1401 trat der Pfarrvikar Bertranus Jan in einer Urkunde Papst Bonifatius IX. als Schuldirektor auf, dies ist erste Beleg für die Pfarr- und Klosterschule Pustimir. Während der Hussitenkriege wurden zwischen 1429 und 1431 die bischöflichen Burgen Pustimir und Melice sowie das Kloster zerstört. Das Lehnssystem wurde fortan nicht weitergeführt. Das Kloster bestand weiter, es erlangte jedoch nie wieder seine frühere wirtschaftliche Bedeutung. Bischof Markus Kuen bestätigte dem Städtchen 1563 das Schulrecht und die höhere Gerichtsbarkeit. 1564 übertrug der Bischof die Rechtsausübung an den Kurator des Klosters, den Vladiken Václav von Počenice auf Želec und dessen Schreiber Filip Liskovský. 1582 verkaufte der Orden die Schenke in Deutsch Pruß samt der Brau- und Schankgerechtigkeit. Zu dieser Zeit war Städtchen überwiegend tschechischsprachig geworden. 1588 hob Papst Sixtus V. das Benediktinerinnenkloster schließlich auf. Die Kirche in Pustimir wurde in diesem Zuge wieder zur Pfarrkirche erhoben und die Klostergüter an die Herrschaft Wischau angeschlossen. In Pustimir bestand seit dieser Zeit ein bischöflicher Hof. Während des Dreißigjährigen Krieges wurde die Gegend 1643 von den Schweden besetzt, die das Städtchen im Jahre 1644 plünderten und in Brand setzten. Im Jahre 1675 waren nur noch sechs Halbhufen bewirtschaftet, darunter waren drei Witwenwirtschaften. Später sind für Pustimir 43 Anwesen verzeichnet. Im 18. Jahrhundert verlor Pustimir gänzlich seine Bedeutung und wurde an die Herrschaft Drysice angeschlossen. Nachdem sich der Kreishauptmann des Wischauer Kreises über die Untertanen in Pustimir beschwert hatte, wurde 1777 die Robotpflicht neu geregelt.
Nach der Aufhebung der Patrimonialherrschaften bildete Pustoměř /Pustomirz ab 1850 mit dem Ortsteil Zelená Hora eine Marktgemeinde in der Bezirkshauptmannschaft Wischau. Im Jahre 1886 verpachtete das Bistum den Hof Pustoměř unter der Bezeichnung Pustiměž a Zelená Hora an die Wischauer Zuckerfabrik. Während der deutschen Besetzung erfolgte 1940 der Beschluss zur Erweiterung des Schießplatzes Wischau zu einem großen Truppenübungsplatz der Wehrmacht, der nördlich des Ortes entstand. Dabei wurden auch die beiden Windmühlen auf dem Hügel Nad Bochtálem abgerissen. Zwischen 1942 und 1945 war Deutsch Preußen eingemeindet. Nach dem Ende des Zweiten Weltkrieges wurde der Truppenübungsplatz im  Juni 1945 aufgehoben und die geräumten Orte wieder besiedelt. 1949 wurde Německé Prusy, 1964 Zelená Hora und 1986 Podivice eingemeindet. Die beiden letzteren Orte lösten sich 1990 wieder los. Im März 2001 wurden im Ortsteil Pustiměř 708 und in Pustiměřské Prusy 820 Einwohner gezählt.

## Gemeindegliederung
Die Gemeinde Pustiměř besteht aus den Ortsteilen Pustiměř (Pustimir) und Pustiměřské Prusy (Deutsch Pruß).

## Sehenswürdigkeiten

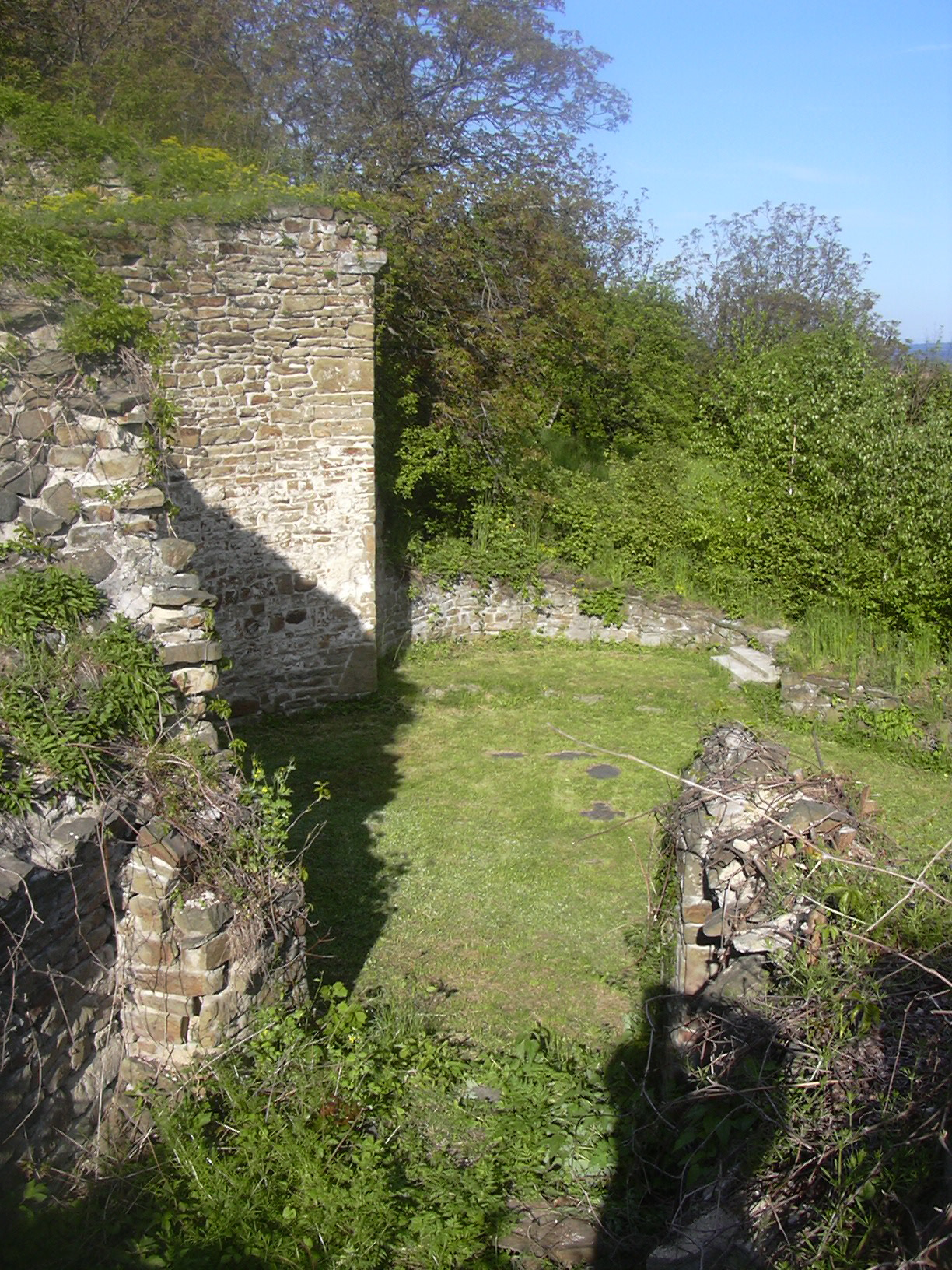
Rotunde St. Pantaleon

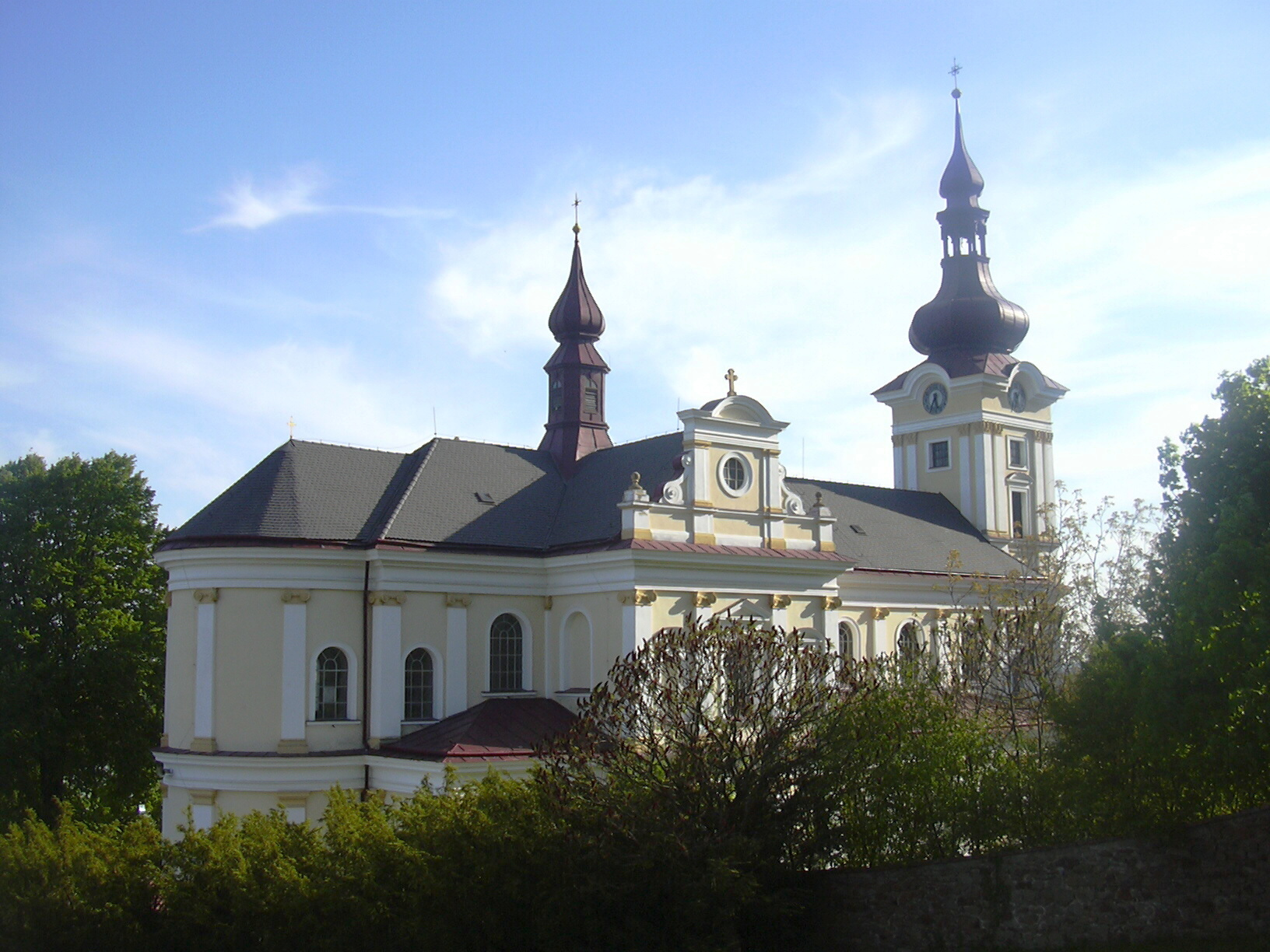
Kirche St. Benedikt

- Die Pfarrkirche des hl. Benedikt entstand in den Jahren 1900 bis 1901 an Stelle eines Vorgängerbaus, bei dem 1894 im Gewölbe über dem Altar Risse auftraten, so dass er 1895 wegen Einsturzgefahr gesperrt werden musste.
- Reste der Rotunde des hl. Pantaleon; der romanische Bau entstand wahrscheinlich um 1080 und wurde im Jahre 1821 abgerissen
- barocke Kreuzigungsgruppe aus dem 18. Jahrhundert
- Kapelle der hl. Anna, errichtet im 14. Jahrhundert vis-a-vis der bischöflichen Burg durch Konrad von Olmütz
- Garten Gethsemane an der Annenkapelle, aus dem 15. Jahrhundert
- Statue des hl. Johannes von Nepomuk auf dem Dorfplatz
- Glockenturm mit Statue des hl. Johannes von Nepomuk und Florian in Pustiměřské Prusy
- Betsäule an der Straße nach Drysice, errichtet zu Beginn des 19. Jahrhunderts
- Pfarrhaus
- mehrere Kreuze
- Sühnestein
- Museum für Flug- und Militärtechnik (Muzeum letecké a vojenské techniky) am Flugplatz Vyškov mit ausgemusterten Kampfjets.
- slawische Burgstätte Dolní Mejlice, westlich des Dorfes auf dem Hrdisko über dem Tal des Baches Pustiměřský potok
- Reste der Burg Melice, nördlich von Pustiměř auf dem Truppenübungsplatz
- Burgstall Pustiměř, westlich an der Straße nach Zelená Hora. Die unter Bischof Bruno von Schauenburg errichtete bischöfliche Burg fiel während der Hussitenkriege in den Jahren 1429 bis 1431 wüst.

## Ehrenbürger
- Tomáš Špidlík (1919–2010), Kardinal